# Моргунов, Юрий Юрьевич
Юрий Юрьевич Моргунов (1947—2018) — советский и российский учёный-археолог, доктор исторических наук.
Специалист по изучению древностей средневековой Руси: Переяславской земли и оборонительных систем на границах Руси с кочевым миром в X—XIII веках. Автор более 100 научных работ, включая монографии.

## Биография
Родился 13 июня 1947 года в украинском городе Волчанске. Сын лётчика Ю. В. Моргунова.
Окончил исторический факультет МГУ, специализируясь на кафедре археологии. Ученик академика Б. А. Рыбакова, по инициативе которого осуществил масштабные полевые исследования Днепровского Левобережья (под руководством А. В. Кузы).
Принимал участие во многих экспедициях Института археологии Академии наук СССР в Европейской части бывшего СССР, в Туркменистане и на Шпицбергене. Более двадцати лет руководил исследованиями в левобережных областях Украины. Провёл более тридцати полевых сезонов, итогом которых явилась серия фундаментальных публикаций, посвященных исторической географии и фортификации, а также монографические издания материалов таких памятников как Снепород и Сампсониев Остров. Также принимал участие в работах в Брянской и Ростовской областях, на Ставрополье, в Старой Руссе и Старой Рязани. В 1990-х годах участвовал в работах Посеймской экспедиции на территории Курской области (руководил раскопками, в том числе на площадке цитадели Липинского археологического комплекса). Соавтор статьи о происхождении Курска как летописного города.
В 1998 году защитил кандидатскую диссертацию «Посульская оборонительная линия: этапы формирования и развития» (научный руководитель А. Е. Леонтьев). В 2007 году защитил докторскую диссертацию на тему «Фортификация Южной Руси X—XIII вв.». До конца жизни работал ведущим научным сотрудником отдела средневековой археологии Института археологии РАН. Являлся членом Центра изучения истории фортификации (ЦИИФ).
Умер 27 декабря 2018 года после продолжительной болезни.

## Основные сочинения

### Книги
- Древнерусские памятники поречья Сулы. — Курск: Курский гос. обл. музей археологии, 1996. — 160 с. — (Материалы и исследования по истории Днепровского Левобережья. — Вып. 2). Архивировано 4 июля 2024 года.
- Посульская граница: этапы формирования и развития. — Курск: Курский гос. обл. музей археологии, 1998. — 127 с. — (Материалы и исследования по археологии Днепровского Левобережья. — Вып. 3).
- Сампсониев Остров: пограничная крепость на Посульской окраине Южной Руси в XI—XIII вв. / отв. ред. А. М. Обломский. — М.: Наука, 2003. — 187 с. — ISBN 5-02-008897-8.
- Древо-земляные укрепления Южной Руси X—XIII веков / отв. ред. Н. В. Лопатин. — М.: Наука, 2009. — 303 с. — ISBN 978-5-02-036751-7. Архивировано 28 марта 2022 года.
- Летописный город Снепород и его округа X—XIII вв. / отв. ред. А. В. Чернецов. — СПб.: Филологический факультет СПбГУ, 2012. — 252 с. — (Archaeologica Varia). — ISBN 978-5-8465-1223-8.
- К методике изучения валов древнерусских городищ / отв. ред. А. А. Масленников. — М.: ИА РАН, 2019. — 32 с. — (Методика полевых археологических исследований. — Вып. 10). — ISBN 978-5-94375-273-5. Архивировано 8 августа 2020 года.
- Историческая география Переяславской земли (Святослав Игоревич — Ярополк Владимирович) / отв. ред. А. А. Медынцева. — Вологда: Древности Севера, 2019. — 375 с. — ISBN 978-5-93061-131-1.

### Статьи
- Новый вариант печати Владимира Мономаха // КСИА  / отв. ред. И. Т. Кругликова. — М.: Наука, 1975. — Вып. 144. Средневековые древности Восточной Европы. — С. 104—105. Архивировано 12 сентября 2015 года.
- Три древнерусских городища Верхнего Посулья // КСИА  / отв. ред. И. Т. Кругликова. — М.: Наука, 1977. — Вып. 150. Средневековые древности. — С. 74—79. Архивировано 12 сентября 2015 года.
- Два городища XI—XIII вв. на р. Ромен в Посулье // КСИА  / отв. ред. И. Т. Кругликова. — М.: Наука, 1982. — Вып. 171. Славяно-русская археология. — С. 65—71. Архивировано 12 сентября 2015 года.
- Летописный город Вьяхань // Советская археология. — 1982. — № 2. — С. 237—245. Архивировано 14 августа 2015 года.
- Древнерусские городища течения р. Ромен // КСИА  / отв. ред. И. Т. Кругликова. — М.: Наука, 1983. — Вып. 175. Средневековая археология Восточной Европы. — С. 73—82. Архивировано 14 сентября 2015 года.
- Kopiнний M. M., Моргунов Ю. Ю. До питання про руйнування Кончаком переяславського Посулля в 1185 р. (укр.) // Український історичний журнал. — 1984. — № 7 (280). — С. 118—122. Архивировано 21 апреля 2023 года.
- Летописный город Попаш // Советская археология. — 1985. — № 1. — С. 241—249. Архивировано 14 августа 2015 года.
- Круглые городища Левобережья Днепра // Советская археология. — 1986. — № 2. — С. 110—121. Архивировано 14 августа 2015 года.
- Древнерусские городища в окрестностях летописного города Лохвицы // Советская археология. — 1988. — № 2. — С. 194—206. Архивировано 14 августа 2015 года.
- О формировании степной границы на Переяславском Посулье // Труды V международного Конгресса археологов‑славистов  / отв. ред. П. П. Толочко. — Киев: Наукова думка, 1988. — Т. 2. — С. 285—289.
- К изучению летописного города Римова // Советская археология. — 1989. — № 1. — С. 206—218. Архивировано 14 августа 2015 года.
- Летописный город Кснятин и его некрополь на Суле // КСИА  / отв. ред. И. Т. Кругликова. — М.: Наука, 1990. — Вып. 205. Славяно-русские древности. — С. 38—45. Архивировано 24 января 2013 года.
- Моргунов Ю. Ю., Щавелёв С. П. «Курескъ на Тускоре»: к вопросу о происхождении летописного города // Труды VI международного Конгресса славянской археологии  / под ред. В. В. Седова. — М.: Изд-во НПБО «Фонд археологии», 1997. — Т. 2. Славянский средневековый город. — С. 261—271.
- Оборонительная структура Переяславской земли // Труды VI международного Конгресса славянской археологии  / под ред. В. В. Седова. — М.: Эдиториал УРСС, 1998. — Т. 4. Общество, экономика, культура и искусство славян. — С. 34—42.
- О пограничном строительстве Владимира Святославича на Переяславском Левобережье // Российская археология. — 1999. — № 3. — С. 69—78. Архивировано 12 сентября 2015 года.
- Ещё раз о «переяславских торках» // Российская археология. — 2000. — № 1. — С. 23—36. Архивировано 12 сентября 2015 года.
- О сырцовых стеновых кладках эпохи Владимира Святославича // КСИА  / гл. ред. В. В. Седов. — М.: ИА РАН, 2001. — Вып. 211. — С. 69—76. Архивировано 14 сентября 2015 года.
- О некоторых особенностях домостроительства поселения Сампсониев Остров на Средней Суле // Российская археология. — 2002. — № 2. — С. 56—66. Архивировано 12 сентября 2015 года.
- К изучению южнорусских колодцев X—XIII вв. // Российская археология. — 2005. — № 3. — С. 141—148. Архивировано 12 сентября 2015 года.
- Некоторые наблюдения о «внутривальных каркасах» домонгольских укреплений // КСИА  / гл. ред. Н. А. Макаров. — М.: Наука, 2008. — Вып. 222. — С. 85—90.
- О следах «косых острогов» X в. на городищах Курской области // Российская археология. — 2008. — № 3. — С. 35—44. Архивировано 14 марта 2022 года.
- Оборонительные валы и стены X—XIII вв. по летописным источникам // Российская археология. — 2011. — № 1. — С. 97—105. Архивировано 2 февраля 2020 года.
- Домостроительство летописного г. Снепород // Российская археология. — 2011. — № 3. — С. 154—163. Архивировано 18 июня 2022 года.
- Въездные сооружения летописного города Снепорода // КСИА  / гл. ред. Н. А. Макаров. — М.: Языки славянских культур, 2012. — Вып. 226. — С. 220—230.
- К локализации летописного города Горошина // КСИА  / гл. ред. Н. А. Макаров. — М.: Языки славянской культуры : Знак, 2014. — Вып. 236. — С. 139—143.
- Сложение Посульского рубежа Переяславской земли // КСИА  / гл. ред. Н. А. Макаров. — М.: Языки славянской культуры, 2015. — Вып. 241. — С. 284—297.
- Сложение территории Переяславского княжества // Города и веси средневековой Руси: археология, история, культура : к 60-летию Николая Андреевича Макарова  / отв. ред. П. Г. Гайдуков. — М.—Вологда: Древности Севера, 2015. — С. 331—339. Архивировано 29 июня 2018 года.
- К изучению трасс кочевых набегов на Южную Русь // Памятники средневековой археологии Восточной Европы : к юбилею М. Д. Полубояриновой  / отв. ред. А. В. Чернецов, сост. И. Н. Кузина. — М.: ИА РАН, 2017. — С. 201—208. Архивировано 7 апреля 2023 года.
- Остерская волость Переяславской земли // КСИА  / гл. ред. Н. А. Макаров. — М.: ИА РАН, 2017. — Вып. 249. — Ч. II. — С. 57—67.
- «Русская» часть трассы Киев-Болгар // Filo Ariadne. — 2018. — № 2 (10). Архивировано 28 ноября 2023 года.
- Еще раз о «полезной площади» городищ // Земли родной минувшая судьба... : к юбилею Андрея Евгеньевича Леонтьева  / отв. ред. А. В. Чернецов, ред.-сост. И. Н. Кузина. — М.: ИА РАН, 2018. — С. 100—105. Архивировано 7 февраля 2020 года.
- К поискам городища летописного г. Лубена // Старожитності Посулля. 100 років Лубенському краєзнавчому музею імені Г. Я. Стеллецького (1918—2018)  / відп. ред. О. Б. Супруненко. — Київ: ЦП НАН України і УТОПІК, 2018. — С. 90—98. Архивировано 6 августа 2023 года.
- Заметки о городище летописного г. Лукомля // Старожитності Посулля. 100 років Лубенському краєзнавчому музею імені Г. Я. Стеллецького (1918—2018)  / відп. ред. О. Б. Супруненко. — Київ: ЦП НАН України і УТОПІК, 2018. — С. 99—105. Архивировано 6 августа 2023 года.
- На границе со степью: Посульский рубеж Переяславской земли (конец X — середина XIII в.) // Исторический вестник  / под общ. ред. И. В. Курукина. — М.: АНО «Руниверс», 2018. — Т. 24. Война, человек, оружие. — С. 66—95. Архивировано 16 марта 2022 года.
- Политическая и структурная эволюция Переяславской земли // Звучат лишь письмена : к юбилею А. А. Медынцевой  / отв. ред. В. Ю. Коваль, сост. И. Н. Кузина, А. А. Гомзин. — М.: ИА РАН, 2019. — С. 303—322. Архивировано 3 мая 2020 года.